# Осінній канібалізм
«Осінній канібалізм» — картина  іспанського художника  Сальвадора Далі в стилі сюрреалізму, написана у 1936—1937 рр.

## Опис
На картині зображена сцена пожирання однієї людиноподібної істоти іншою. Ці істоти-бюсти розміщені на «п'єдесталі» із шухлядів від стола чи комода.